# Khomgarān
Khomgarān är en ort i Iran.   Den ligger i provinsen Kermanshah, i den västra delen av landet, 500 km väster om huvudstaden Teheran. Khomgarān ligger 1 293 meter över havet och antalet invånare är 102.
Terrängen runt Khomgarān är huvudsakligen kuperad, men norrut är den bergig. Runt Khomgarān är det ganska tätbefolkat, med 72 invånare per kvadratkilometer. Närmaste större samhälle är Hashamar, 1,5 km nordväst om Khomgarān. Omgivningarna runt Khomgarān är i huvudsak ett öppet busklandskap.